# Microsoft Train Simulator 2
Microsoft Train Simulator 2 zou het vervolg worden op de in 2001 uitgebrachte Microsoft Train Simulator door Microsoft. Op 23 januari 2009 maakte Microsoft bekend dat het de ontwikkelstudio ACES heeft gesloten en dat de ontwikkeling van Microsoft Train Simulator 2 is geannuleerd.

## Onzekerheid
Het was lange tijd onzeker of het tweede deel er wel zou komen. Kuju Entertainment had samen met Microsoft het eerste deel gemaakt en was ook begonnen aan het tweede. Dit werd echter afgeblazen, waarna Kuju zelfstandig verderging. In oktober 2007 brachten zij het spel Rail Simulator uit.
Op 19 januari 2007 bracht Microsoft naar buiten dat samen met hun eigen ACES-studio het project nieuw leven was ingeblazen. ACES is vooral bekend van de Microsoft Flight Simulator-series. Microsoft Train Simulator 2 zou dan ook gebaseerd worden op de Flight Simulator X-engine. Uit een demo, die in augustus 2007 te zien was in Leipzig, kon worden opgemaakt dat de hele wereld zou kunnen gebruikt worden als terrein.